# Wasserfestung Ziegenhain
Die Wasserfestung Ziegenhain ist ein barocker Festungsbau im Schwalmstädter Stadtteil Ziegenhain im Schwalm-Eder-Kreis in Nordhessen. Nach den Militärbauten in Kassel, Gießen und Rüsselsheim war sie die viertgrößte Befestigungsanlage während des Dreißigjährigen Kriegs in Hessen. In diesem Krieg wurde die Festung nicht eingenommen, widerstand allen Belagerungen und war daher Anlass für die Bildung des Sprichworts „So fest wie Ziegenhain“. Die Anlage steht unter Denkmalschutz.

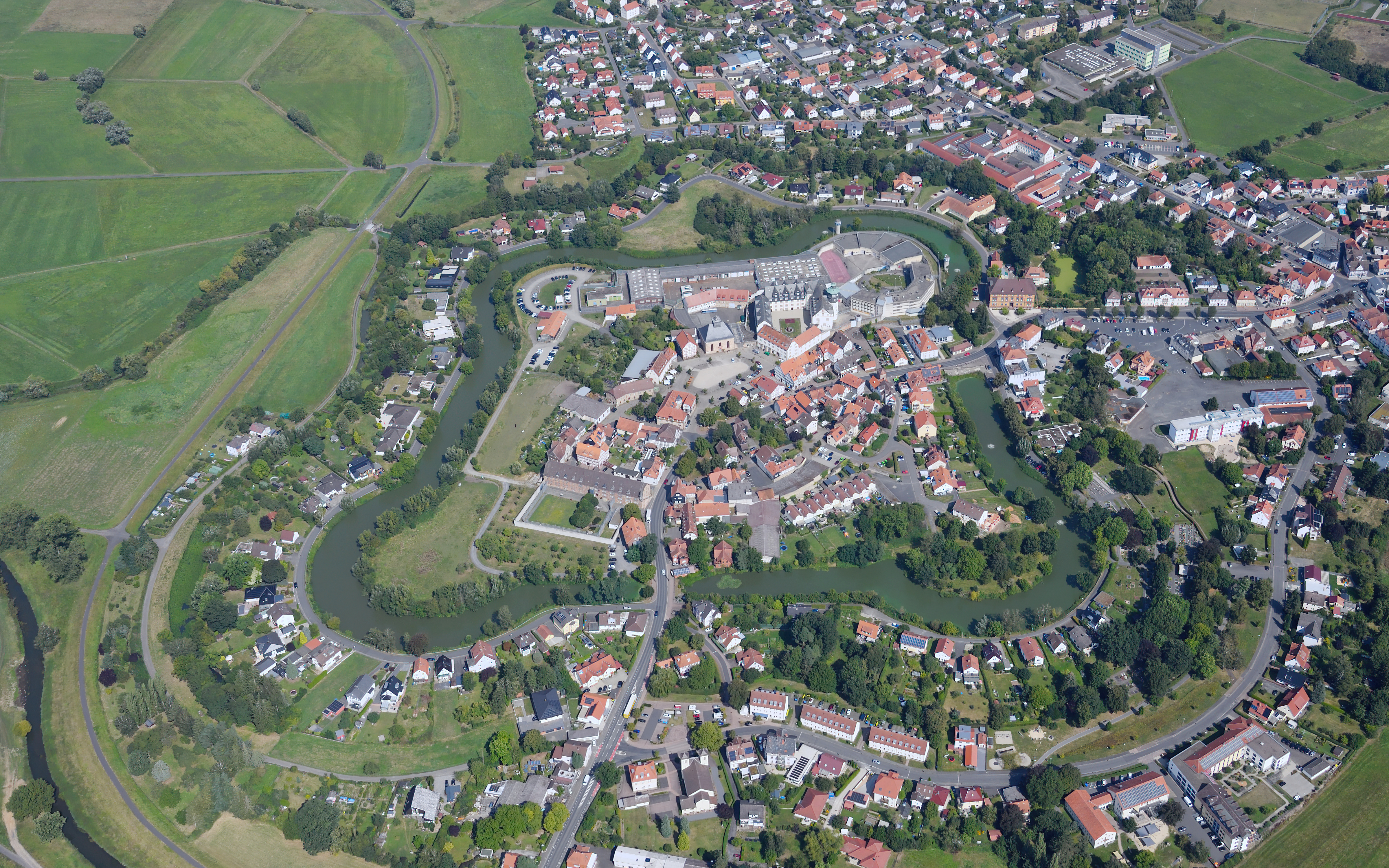
Luftbild der ehemaligen Wasserfestung Ziegenhain, gesehen von Süden

## Gründung

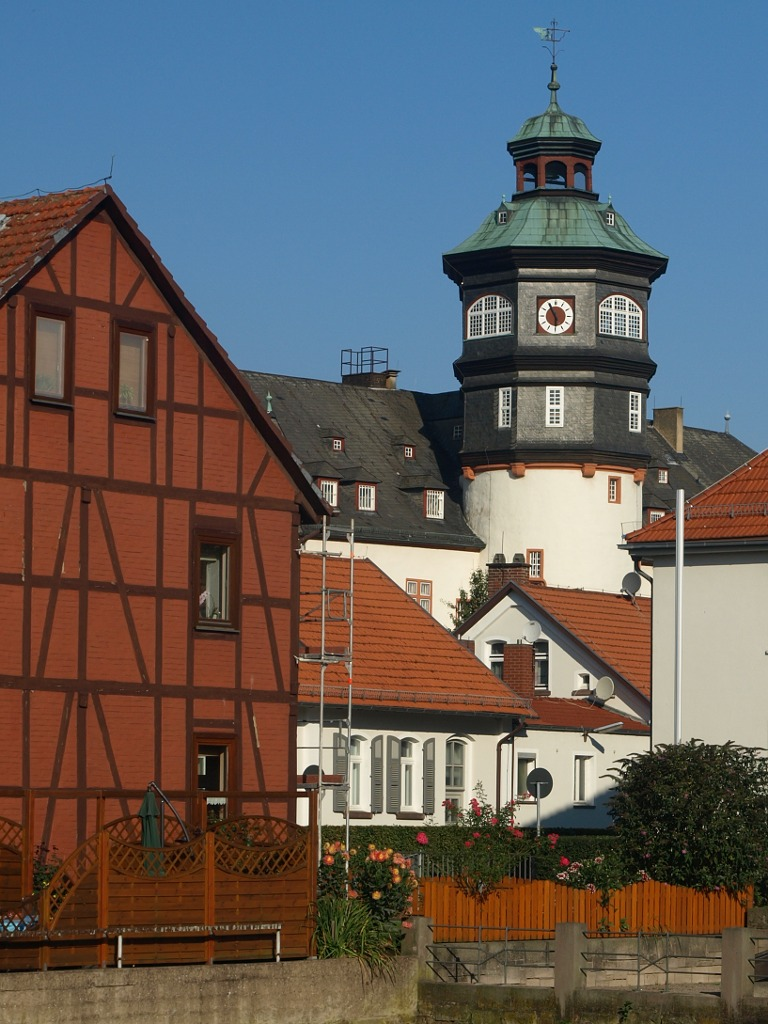
Treppenturm an der Ostseite des Herrenflügels. Der massiv gemauerte untere Teil stammt vermutlich noch von der mittelalterlichen Burg.

Um 950 wurde ein Bergfried errichtet. 1144 erbaute Graf Gottfried von Reichenbach-Wegebach zwischen dem alten Bergfried und einer bereits bestehenden Rundburg eine neue Burg, die er zu seiner Residenz machte und nach der er und seine Nachkommen sich dann Grafen von Ziegenhain nannten. Werner II. von Falkenberg erbaute 1363 das „Steinerne Haus“ (seit 1938 befindet sich darin das Museum der Schwalm) als seinen Burgsitz. Nach dem Aussterben der Grafen von Ziegenhain mit dem Tod Johanns II. fiel die Grafschaft Ziegenhain 1450 an Landgraf Ludwig I. von Hessen. Die Burg wurde daraufhin 1470 zu einem landgräflichen Jagdschloss umgestaltet.
Philipp Soldan schuf für die Südseite des Schlosses im 16. Jahrhundert ein Renaissancesteinrelief. Darüber hinaus werden ihm plastische Gestaltungen im Inneren des Schlosses zugeschrieben.

## Festungsausbau, Reformation

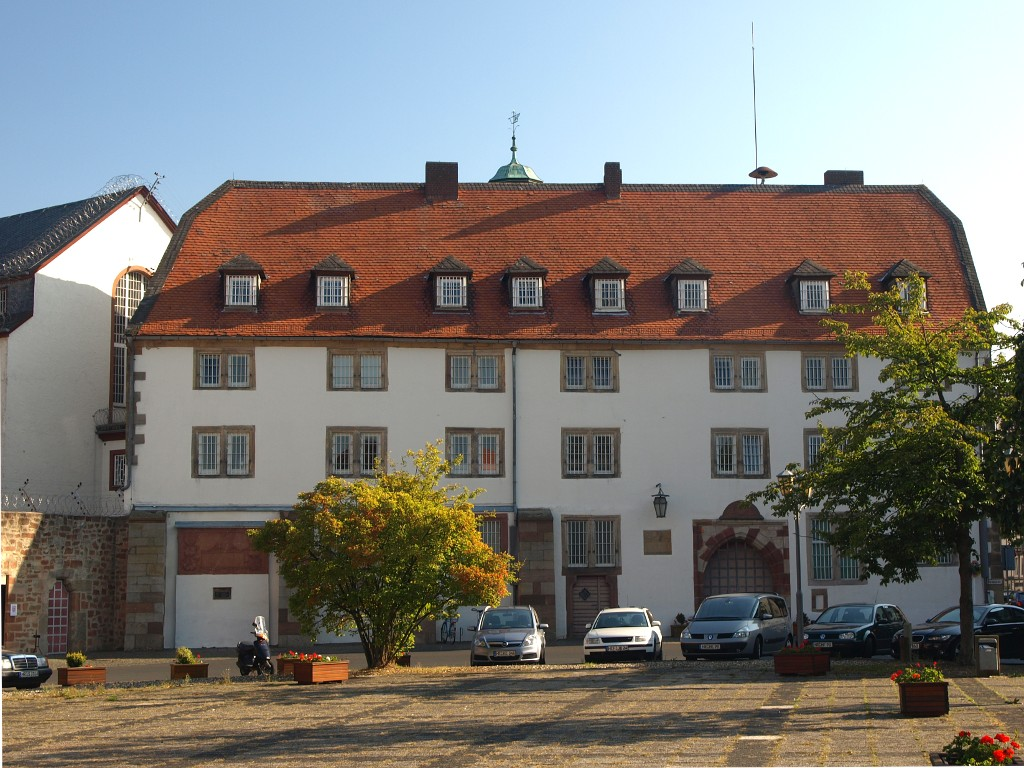
Der Gouverneursflügel, vom Paradeplatz aus gesehen

1537 bis 1546 wurden unter Landgraf Philipp dem Großmütigen die mittelalterliche Burg und Stadt nach Plänen des Festungsbaumeisters Hans Jakob von Ettlingen und des Baumeisters Balthasar von Germersheim zu einer strategischen Wasserfestung ausgebaut. Ein sechs Meter hoher Erdwall mit erhöhten Rondellen an den vier Ecken umgab nunmehr Schloss und Stadt. Diese wurden durch das 65 Meter breite, leicht abfallende Glacis getrennt. Hiermit wurde die Möglichkeit geschaffen, das umliegende Gelände mit dem Wasser der Schwalm zu fluten. Die Festung besaß nur einen einzigen Zugang über eine hölzerne Zugbrücke. In der Festungsanlage entstanden neben den Kasematten im Wall das Zeughaus, zwei Fruchthäuser, ein Brauhaus, das Archiv, Kasernen und eine Rossmühle. 1537 wurde Heinz von Lüder erster Kommandant der Festung. Erwähnt wird 1545 ein schweres Geschütz, genannt Der Mutz, eine Scharfmetze.
1539 wurde im Schloss Ziegenhain die „Ziegenhainer Kirchenzuchtordnung“ beschlossen. Auf Einladung des Landgrafen Philipp des Großmütigen trafen sich hier hessische Theologen und die Reformatoren Adam Krafft und Martin Butzer und beschlossen unter dem Einfluss von Philipp Melanchthon, dass Kirchenälteste Mitverantwortung übernehmen, Jugendliche in christlicher Lehre mit abschließender Konfirmation in die christliche Gemeinde aufgenommen werden und Andersdenkende nicht verfolgt werden sollen. Gastfreundschaft und Bürgerdienste standen sowohl jüdischen wie auch konfessionslosen Bürgern zu. Damit wurde die Grundlage der evangelisch-lutherischen Kirche in Hessen geschaffen. Diese revolutionäre Verordnung verbreitete sich über Waldeck, Wittgenstein, Frankfurt und Göttingen sehr schnell an weitere Orte.
1542 erließ Landgraf Philipp den Burgfrieden für die Festung Ziegenhain. In seinem neu gefassten Testament vom 6. Oktober 1545 bestimmte er daraufhin seinen Söhnen … Heinzen von Luther (Heinz von Lüder) sollen sie zu Ziegenhain vor einen Hauptmann pleiben lassen …. Im Schmalkaldischen Krieg 1546–1547 und während der fünfjährigen Gefangenschaft des Landgrafen 1547–1552 befehligte Heinz von Lüder die Festung, die als einzige der vier landgräflichen Festungen auf Befehl des Kaisers Karl V. nicht geschleift zu werden brauchte. (Kassel, Gießen und die Festung Rüsselsheim hingegen wurden geschleift.) Um diese Ereignisse herum wurde später eine schöne Legende gewoben. Lüder soll dem Grafen Reinhard zu Solms, der die Festung in Besitz nehmen wollte, gesagt haben: „Der freie Landgraf hat mir die Festung übergeben. Und einem freien Landgrafen werde ich die Festung wieder übergeben.“ Daraufhin habe Kaiser Karl von Landgraf Philipp gefordert, Lüder in Ketten aufhängen zu lassen. Der Landgraf habe dann, nach seiner Freilassung und Rückkehr, Lüder durch kurzes, symbolisches Aufhängen an einer Goldkette am heutigen „Lüdertor“ belohnt und ihm die Goldkette geschenkt. Der romantische Dichter August Kopisch schrieb hierüber sein Gedicht „Landgraf Philipp der Großmütige“, das Carl Loewe 1856 vertonte:
"O wehe, Heinz von Lüder, wie ist um dich mir leid!
Du hast die Stadt verteidigt so tapfer lange Zeit!
Nun soll, bei Kaisers Bann,
sich selbst zu retten,
dich, seinen treu'sten Mann,
der Landgraf hängen in Ketten!
O Ziegenhain, unselige Stadt,
wo echte Treu solch Ende hat!":

## Dreißigjähriger und Siebenjähriger Krieg

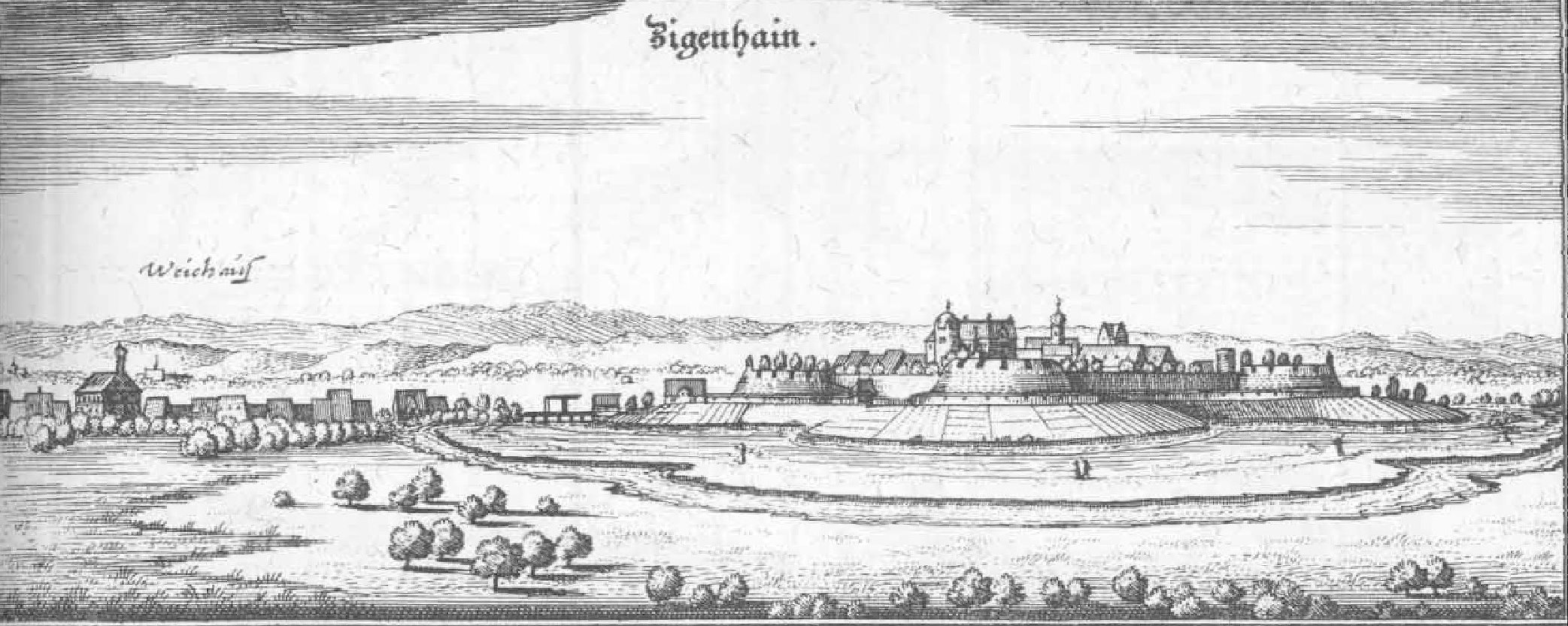
Ziegenhain (rechts) und Weichaus (links) aus der Topographia Hassiae von Matthäus Merian 1655

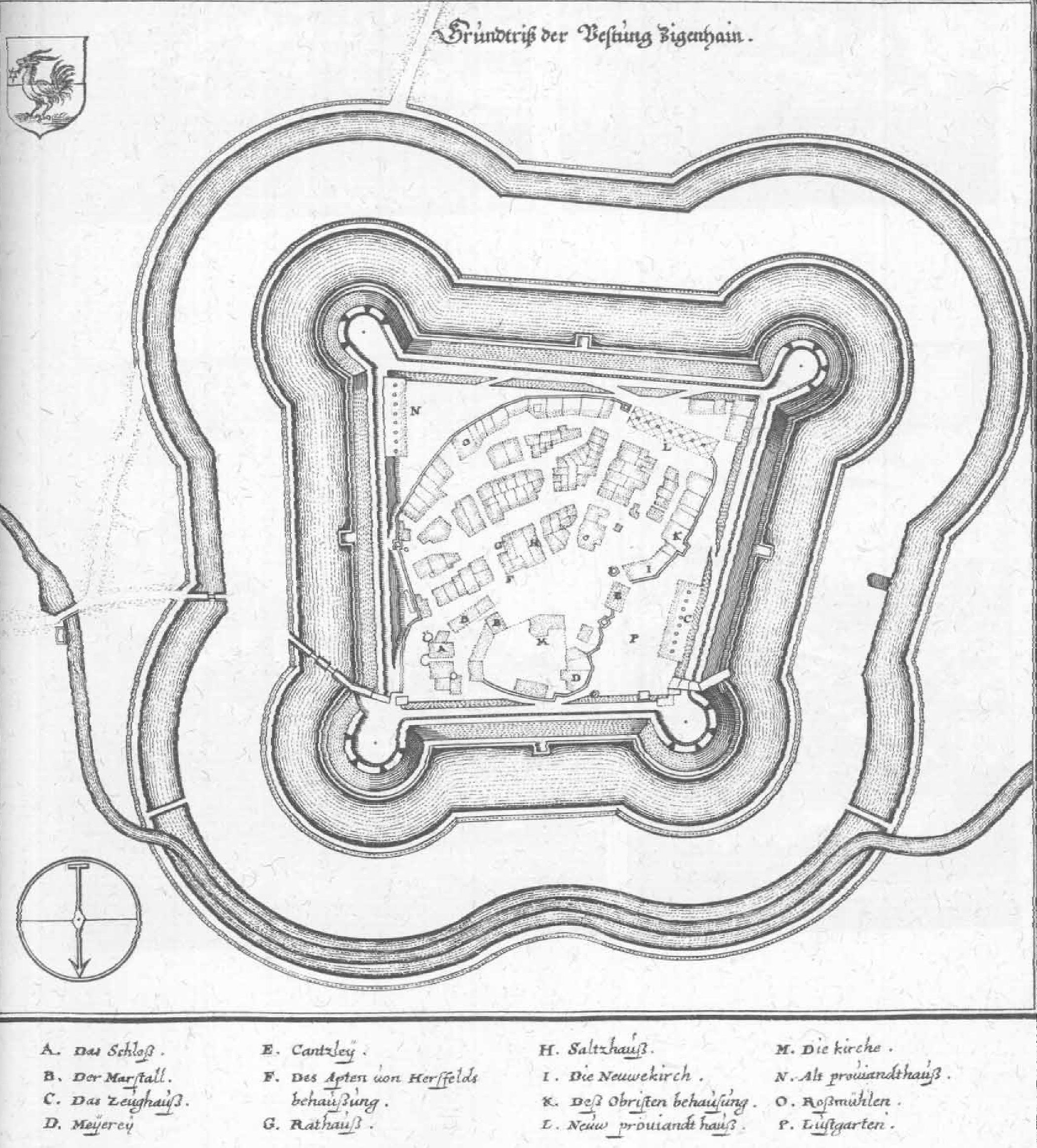
Grundriss von Ziegenhain aus der Topographia Hassiae von Matthäus Merian 1655

Von 1622 bis 1623 wurde die Festungsanlage durch die Errichtung von vier Ravelins zusätzlich verstärkt. Zudem wurde die Vorstadt Weichaus umwallt. Während des Dreißigjährigen Kriegs wurde die Festung zwar nicht eingenommen, doch fielen in der ersten Oktoberwoche 1631 bayrische und Tillysche Truppen in Weichaus ein, plünderten es aus und brannten es teilweise nieder. 1633 besuchte der schwedische Reichskanzler Axel Oxenstierna die Festung.
Am 15. November 1640 wurde der kaiserliche General Johann Rudolf von Breda von dem Hauptmann der Ziegenhainer Bürgerschützen, Velten (Valentin) Muhly, im Gefecht am Riebelsdorfer Berg bei dem nahen Dorf Riebelsdorf erschossen. Historisches Zeugnis, so heißt es, ist das seither im Rathaus aufbewahrte sogenannte „Bredaschwert“.
Der Schafhof wurde 1669 als militärlogistische Versorgungsbasis errichtet und als Depot genutzt.
Im Siebenjährigen Krieg wurde die nunmehr veraltete Festungsanlage französischen Truppen im Jahr 1758 kampflos übergeben; dadurch wurden größere Zerstörungen vermieden. 1761 wurde die Festung jedoch von hessischer Artillerie beschossen und nahm Schaden. Durch die Beschießung wurden in der Stadt 47 Häuser und die Tuchmanufaktur stark beschädigt.

## Sammelstelle hessischer Subsidientruppen für den nordamerikanischen Unabhängigkeitskrieg
1769 wurden der Paradeplatz und die „Neue Wache“ errichtet. Von 1776 bis 1783 war der Paradeplatz Sammelplatz für die hessischen Subsidientruppen, die im nordamerikanischen Unabhängigkeitskrieg von 1775 bis 1783 auf britischer Seite kämpften. Die Festung diente während dieser Zeit auf Anordnung von Landgraf Friedrich II. von Hessen-Kassel als Rekrutendepot. Der Landgraf übertrug insgesamt 12.000 Hessen gegen Subsidien an die Engländer für deren Krieg in Nordamerika.
Literarisch wird dies in Johann Gottfried Seumes „Spaziergang nach Syrakus 1802“ verarbeitet. Der Theologiestudent wurde durch hessische Werber zum Militärdienst gezwungen, in Ziegenhain rekrutiert und nach Amerika eingeschifft. 1813 erschienen seine Erinnerungen an seine Zwangsverpflichtung in seiner posthum veröffentlichten Biographie Mein Leben.

## Napoleonischer Krieg und Ende der militärischen Nutzung
1776 bis 1783 wurde ein neuer Festungseingang mit Brücke gebaut. Im November 1806 wurde die Festung auf Befehl des hessischen Kurfürsten Wilhelm I. der napoleonischen Armee kampflos übergeben und schließlich 1807 auf Befehl Napoleons geschleift. Die Kasematten wurden gesprengt und die Tore niedergelegt. Die Festung hatte durch die Entwicklung moderner Artillerie ihre Bedeutung verloren. 1819 wurde auf Drängen der Bevölkerung das neue Südtor errichtet. 1832 löste Kurfürst Wilhelm II. die Garnison der kurhessischen Armee auf. Der letzte Festungskommandant, Oberst von Harras, starb 1836 in Ziegenhain.

## Nutzung als Justizvollzugsanstalt
Im Schloss Ziegenhain wurde 1842 ein Zwangsarbeitergefängnis mit Platz für 400 Häftlinge eingerichtet. Das Hessische Staatsarchiv wurde 1857 von hier nach Marburg verlegt. 1882 wurde hier ein Frauengefängnis eingerichtet. 1905 zog der Deutsche Reichstag das hier stationierte Militärkommando zur Bewachung der königlichen Grafschaft Ziegenhain endgültig ab.
Heute ist die Wasserfestung Ziegenhain wesentlicher Bestandteil der Justizvollzugsanstalt (JVA) Schwalmstadt-Ziegenhain. 1989 wurde der libanesische Terrorist der Hisbollah, Mohammed Ali Hamadi in der JVA Schwalmstadt inhaftiert. Nachdem 2003 der offene Vollzug ausgegliedert wurde, existiert in der JVA Schwalmstadt nur noch der geschlossene Vollzug.